# Charles O'Rear
Charles "Chuck" O'Rear (26 november 1941) is een Amerikaans fotograaf. Zijn bekendste werk, Bliss, werd gebruikt als de standaard bureaubladachtergrond van het besturingssysteem Windows XP van Microsoft.

## Loopbaan
O'Rear begon zijn loopbaan bij de dagbladen Emporia Gazette, The Kansas City Star, de Los Angeles Times, de National Geographic Magazine en maakte deel uit van het Environmental Protection Agency's DOCUMERICA-project. Hij begon met het fotograferen van het wijnproductieproces in 1978.
- Bibsys: 9014123
- Gemeinsame Normdatei: 1352583151
- International Standard Name Identifier: 0000 0003 8368 1755
- Library of Congress Control Number: n90664787
- National Archives and Records Administration: 10570773
- PIC: 385641
- SNAC: w6bm7g68
- Virtual International Authority File: 271495940
- WorldCat: E39PBJbxJF4JqgFpDF9KjDW4bd